# Nicolas Pierre Tourte
 (novembre 2023).
Si vous disposez d'ouvrages ou d'articles de référence ou si vous connaissez des sites web de qualité traitant du thème abordé ici, merci de compléter l'article en donnant les références utiles à sa vérifiabilité et en les liant à la section « Notes et références ».
Nicolas Pierre Tourte, né vers 1700 et mort en 1764 à Paris, est un archetier et luthier français. Il est surnommé « Tourte Père ».

## Biographie
Nicolas Pierre Tourte commence sa carrière comme menuisier au faubourg Saint-Antoine à Paris. Les menuisiers à cette époque pouvaient fabriquer des archets, ainsi que des cordiers ou des chevilles pour les instruments à cordes. Les archets sont donc considérés comme de simples accessoires. La famille Tourte contribue à changer cela.
Il se marie avec Marie-Jeanne Pomard, veuve de Nicolas Lévêque, entre 1716 et 1721, laquelle a déjà deux enfants, Louis Antoine Lévêque et Sébastien Lévêque.
En 1742, Nicolas Pierre Tourte est nommé, pour la première fois dans un document qui nous est parvenu, comme luthier. Le nom d'archetier, à l'époque n'existe pas encore : il sera créé au XXe siècle.
Lorsque sa première femme meurt, Nicolas Pierre Tourte se remarie, le 5 février 1743, avec Marguerite Geneviève Rollin. Le 22 janvier 1746, naît de ce second mariage Nicolas Léonard Tourte, dit « l'aîné », qui deviendra un archetier réputé. En 1748 naît François Xavier Tourte, dit « le jeune », également futur archetier réputé. C'est de cette époque que date l'évolution de l'ancien système à crémaillère vers le système de vis encore utilisé actuellement dans l'archèterie. Suivant les souhaits de musiciens, Nicolas Pierre Tourte va faire évoluer la forme de l'archet, le rendant moins convexe. Vers 1756, il prend son fils Nicolas Léonard Tourte, âgé d'environ 10 ans, comme apprenti. Nicolas Pierre Tourte continue à faire évoluer le style de l'archet, qui devient moins long, avec une hausse plus fine. Il meurt en 1764 à Paris. Il aura été un précurseur dans le domaine de l'archèterie.